# Jean-Paul Laurens
Jean-Paul Laurens (n. 28 martie 1838, Fourquevaux - d. 23 martie 1921, Paris) a fost un pictor și sculptor francez, unul dintre ultimii exponenți majori ai academismului artistic din Franța. 

## Elevi importanți
- Maurice Victor Achener, francez (1881-1963)
- Fernand Allard l'Olivier, belgian (1883-1933)
- Mathilde Arbey, francez (1890-1966)
- George Barbier, francez (1882-1932)
- Árpád Basch, ungur
- Maurice Bastide du Lude, francez (1870-1960) la Academia Julian
- Emile Beaussier, francez (1874-1943)
- Marjorie Bates[11]
- Louis Berthomme Saint-André
- Edmond de Boislecomte (1849-1923) la Academia Julian[12]
- Adrien Adolphe Bonnefoy, francez[12]
- Teodoro Braga, brazilian (1872-1953)
- Henri Cain, francez (1857-1937)
- Cecilia Cuțescu-Storck, româncă (1879-1973)
- Hermine David (1886-1970), francez intrată în 1905 la Academia Julian
- Robert Dessales-Quentin, francez (1885-1957)
- Georges Dufrénoy, francez (1870-1943)
- André Dunoyer de Segonzac, francez (1884-1974)
- Antonio Esteban Frías Rivas, venezuelian (1868-1944)
- Anton Otto Fischer, american (1882-1982)
- Emmanuel Fougerat, francez (1869-1958)
- Noël Garrigues, francez (1889-1952)
- Alfred Garth Jones, englez (1872-c1944)
- Camille Godet de la 1898 la 1900
- Albert Herter, american (1871-1950)
- André Jacquemin, francez (1904-1992)
- Gustave Louis Jaulmes (1873-1959) la Academia Julian
- Lucien de Maleville, francez (1881-1964)
- Jan Monchablon (1854-1904)
- Gabriel Moiselet, francez (1885-1961)
- Robert Poughéon, francez (1886-1955)
- Pedro Reszka Moreau, chilian (1872-1960)
- René Schützenberger, francez (1860-1916)
- Gustave Surand, francez (1860-1937)
- Paul Vayson, francez (1842-1911)
- André Villeboeuf, francez (1893-1956)
- Max Vollmberg, german (1882-19??)
- Charles Wislin, francez (1852-1932)

## Galerie

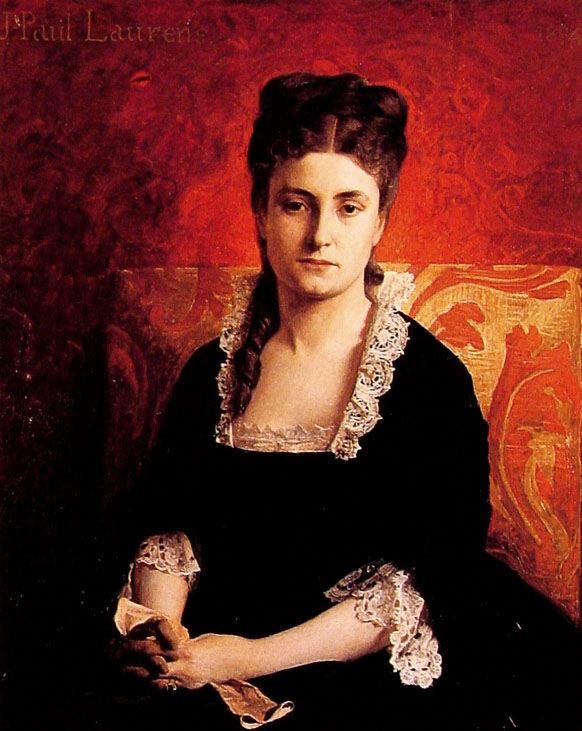
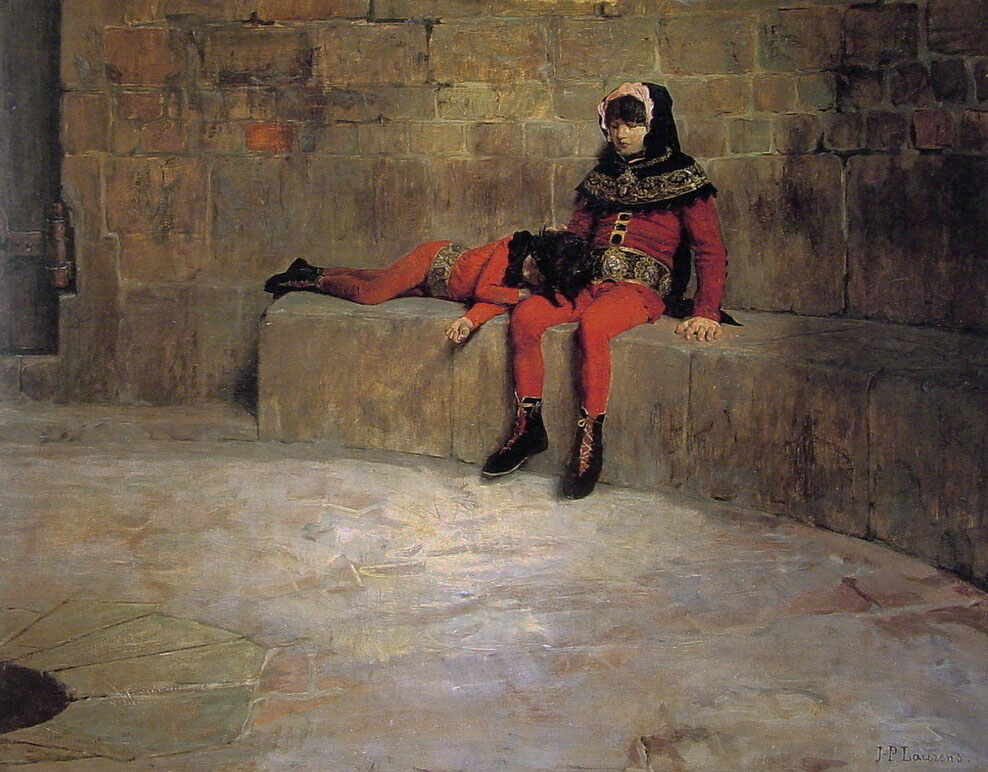
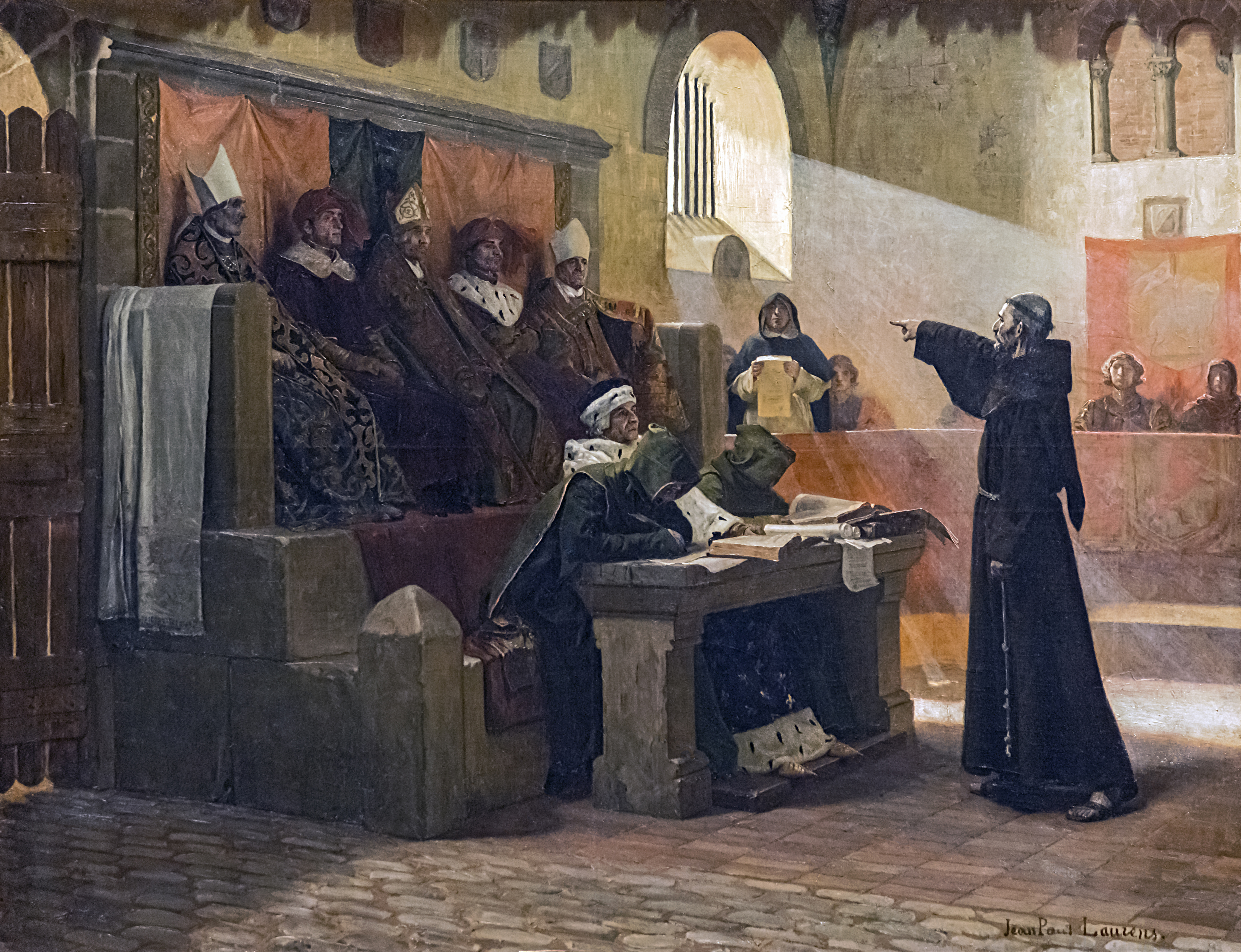
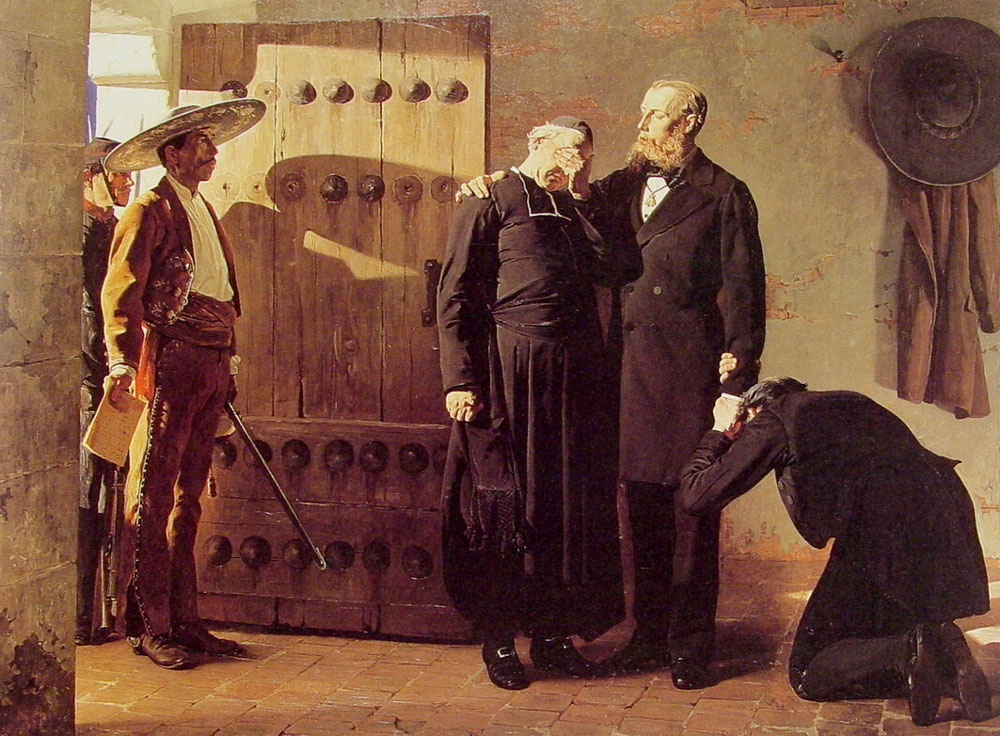